# Mzee Ojwang
Mzee Ojwang, né Benson Wanjau en 1937 à Nyeri et mort le 12 juillet 2015 à Nairobi, est un acteur kényan.

## Biographie
Après avoir travaillé comme technicien, il commence sa carrière de comédien en 1980 en jouant dans l'émission Darubini, diffusée sur Voice of Kenya. À partir de 1985, il est l'une des vedettes de l'émission Vitimbi. Il joue aussi dans Vioja Mahakami, Vituko et Kinyonga, mais sa santé défaillante l'oblige à se retirer des plateaux.